# Panicum phragmitoides
Panicum phragmitoides är en gräsart som beskrevs av Otto Stapf. Panicum phragmitoides ingår i släktet vipphirser, och familjen gräs. Inga underarter finns listade i Catalogue of Life.